# Anopheles argenteolobatus
Anopheles argenteolobatus este o specie de țânțari din genul Anopheles. A fost descrisă pentru prima dată de Lewis Henry Gough în anul 1910. Conform Catalogue of Life specia Anopheles argenteolobatus nu are subspecii cunoscute.